# いずしま (掃海艇)
いずしま（ローマ字：JS Izushima, MSC-687）は、海上自衛隊の掃海艇。すがしま型掃海艇の7番艇。艇名は出島に由来する。
本記事は、本艇の艦暦について主に取り扱っているため、性能や装備等の概要についてはすがしま型掃海艇を参照されたい。

## 艦歴
「いずしま」は、平成11年度計画掃海艇387号艇として、USC京浜事業所神奈川工場で2000年4月27日に起工され、2001年10月31日に進水、2003年3月18日に就役し、掃海隊群第1掃海隊（呉）に編入された。
2012年11月17日から11月30日、日向灘で機雷掃海訓練に参加。
2014年6月20日から6月29日、硫黄島周辺海域で平成26年度実機雷処分訓練に参加。同年11月20日から11月30日、日向灘掃海特別訓練に参加。
2016年2月1日から2月10日、伊勢湾で機雷戦訓練に参加。
同年6月、福井県沖で行方不明になった中部方面情報隊無人偵察機の捜索を行った。
同年7月1日、掃海隊群の改編により、同日付で新編された第3掃海隊（呉）に編成替え。
同年10月19日、大湊地方隊隷下函館基地隊所属の第45掃海隊に編成替え。
2017年2月1日から2月10日、伊勢湾で平成28年度機雷戦訓練に参加。
2018年7月18日から7月30日、陸奥湾にて機雷戦訓練及び日米印共同掃海特別訓練を実施する。
2022年4月26日、知床遊覧船沈没事故をうけて災害派遣（捜索救難）のため函館基地を出港、同月28日に不明であった2名を発見、同月29日には搭載している機雷捜索・掃討用無人潜水機（ROV）である「PAP-104」のカメラで水深約120メートルの海底に沈んだ「KAZU Ⅰ」を発見した。5月7日まで第1掃海隊所属の掃海艦「ひらど」と共同し水上・水中両面で捜索活動を実施。その後、補給のため一時現場海域を離脱したが、5月10日から捜索を再開し、12日まで活動した。
2025年3月24日、大湊地方隊の横須賀地方隊への統合にともない、函館基地隊が横須賀地方隊隷下に編成替え。